# SMS Posen
La SMS Posen  era una delle quattro navi da battaglia della Classe Nassau, le prime dreadnought costruite per la Kaiserliche Marine. La nave fu impostata presso i cantieri navali Germaniawerft di Kiel l'11 giugno 1907, varata il 12 dicembre 1908, ed entrata in servizio nella Hochseeflotte il 31 maggio 1910. L'armamento principale era costituito da dodici cannoni da 280 mm (11 in) di calibro, installati i sei torrette binate disposte in una inusuale configurazione ad esagono.
Insieme alle sue tre pariclasse, prestò servizio durante la prima guerra mondiale, partecipando alle sortite della flotta tedesca nel Mare del Nord che culminarono con la Battaglia dello Jutland il 31 maggio – 1 giugno 1916, dove la Posen partecipò ai duri scontri notturni con le unità sottili britanniche. Nella mischia notturna, speronò accidentalmente l'incrociatore leggero SMS Elbing, che subì gravi danni, tali da costringerlo ad autoaffondarsi la notte stessa.
Partecipò, con le sue pariclasse, anche agli scontri con la marina russa nel Mar Baltico. Nel primo scontro, la battaglia del golfo di Riga, agì come forza di supporto. Tornò nel Baltico nel 1918 per appoggiare la Guardia Bianca nella Guerra civile finlandese. Alla fine della guerra la Posen rimase in Germania mentre la maggior parte della flotta tedesca veniva internata a Scapa Flow. Nel 1919, in seguito l'autoaffondamento della flotta tedesca, fu ceduta all'Impero Britannico come compensazione per le navi che si erano autoaffondate. Fu inviata nei Paesi Bassi presso un cantiere dove venne demolita nel 1922.

## Descrizione

Schema in pianta della classe Nassau che mostra la disposizione ad esagono delle torrette

Il progetto della classe Nassau iniziò verso la fine del 1903 nel clima della corsa agli armamenti navali tra Gran Bretagna e Germania; a quel tempo, le navi da battaglia iniziavano ad imbarcare batterie secondarie di calibro sempre maggiore, tra cui le italiane e statunitensi con cannoni da 20,3 centimetri (8,0 in) e le britanniche con cannoni da 23,4 centimetri (9,2 in) di calibro, che surclassavano le navi tedesche della Classe Deutschland dotate di cannoni da 17 centimetri (6,7 in). I progettisti tedeschi avevano inizialmente pensato di utilizzare batterie secondarie da 21 centimetri (8,3 in), ma relazioni di intelligence errate del 1904 che accreditavano alla futura classe Lord Nelson cannoni da 25,4 centimetri (10,0 in) li portarono a considerare il progetto di una nave più potente, dotata solo di cannoni grosso calibro considerando di installare otto cannoni da 28 centimetri (11 in). Nei due anni successivi, il progetto fu ingrandito ancora portando a dodici i cannoni installati, nel frattempo la Gran Bretagna aveva varato la HMS Dreadnought.
La Posen aveva una lunghezza di 146,1 metri (479 ft), un baglio massimo di 26,9 metri (88 ft) ed il pescaggio di  8,9 metri (29 ft). Il dislocamento standard era di 18 873 t (18 575 long ton), e 20,535 t (20,211 long ton) a pieno carico. La nave era condotta da 40 ufficiali ed 968 marinai. La Posen manteneva la configurazione di tre motori a vapore a tripla espansione su tre assi, alimentati da dodici caldaie a tubi d'acqua, rinunciando alle turbine a vapore. Questa configurazione forniva alla Posen una potenza di 28 000 PS (20 594 kW) che gli permetteva una velocità massima di 20 nodi (37 km/h). L'autonomia di crociera raggiungeva le 8 300 miglia nautiche (15 400 km) alla velocità di 12 nodi (22 km/h). La scelta dei motori alternativi a vapore fu fatta sia dall'ammiraglio Alfred von Tirpitz sia dal Reichsmarineamt, il dipartimento navale per le costruzioni; che nel 1905 affermava che "l'uso delle turbine nelle navi da battaglia non è consigliabile." Il fattore principale per tale decisione fu il costo: in quel periodo, la ditta Parsons manteneva il monopolio brevettuale delle grandi turbine a vapore e richiedeva 1 milione di Goldmark in royalty per ogni turbina installata. Le industrie tedesche non furono in grado di produrre autonomamente delle turbine a vapore per grandi navi fino al 1910.
La Posen portava dodici cannoni da 28 cm (11 in) SK L/45 in sei torrette binate disposte ad esagono. L'armamento secondario era formato da dodici cannoni da 15 cm (5,9 in) SK L/45 e sedici 8,8 cm (3,5 in) SK L/45, tutti montati in casamatta. Durante il suo servizio, due dei cannoni da 8.8 cm furono sostituiti da analoghi pezzi montati su affusti brandeggiabili per la difesa antiaerea. Sulla nave erano installati sei tubi lanciasiluri da 45 cm (17,7 in) posti al di sotto della linea di galleggiamento. Uno dei lanciasiluri era montato a prua, uno a poppa, e due per ogni murata, alle due estremità della paratia antisiluro. La corazza di murata era spessa 300 mm (11,8 in) a mezzanave ed il ponte corazzato era spesso 80 mm (3,1 in). Le torrette erano protette da una corazza da 280 mm (11 in) e la torre di comando con uno spessore di 400 mm (15,7 in).

## Servizio

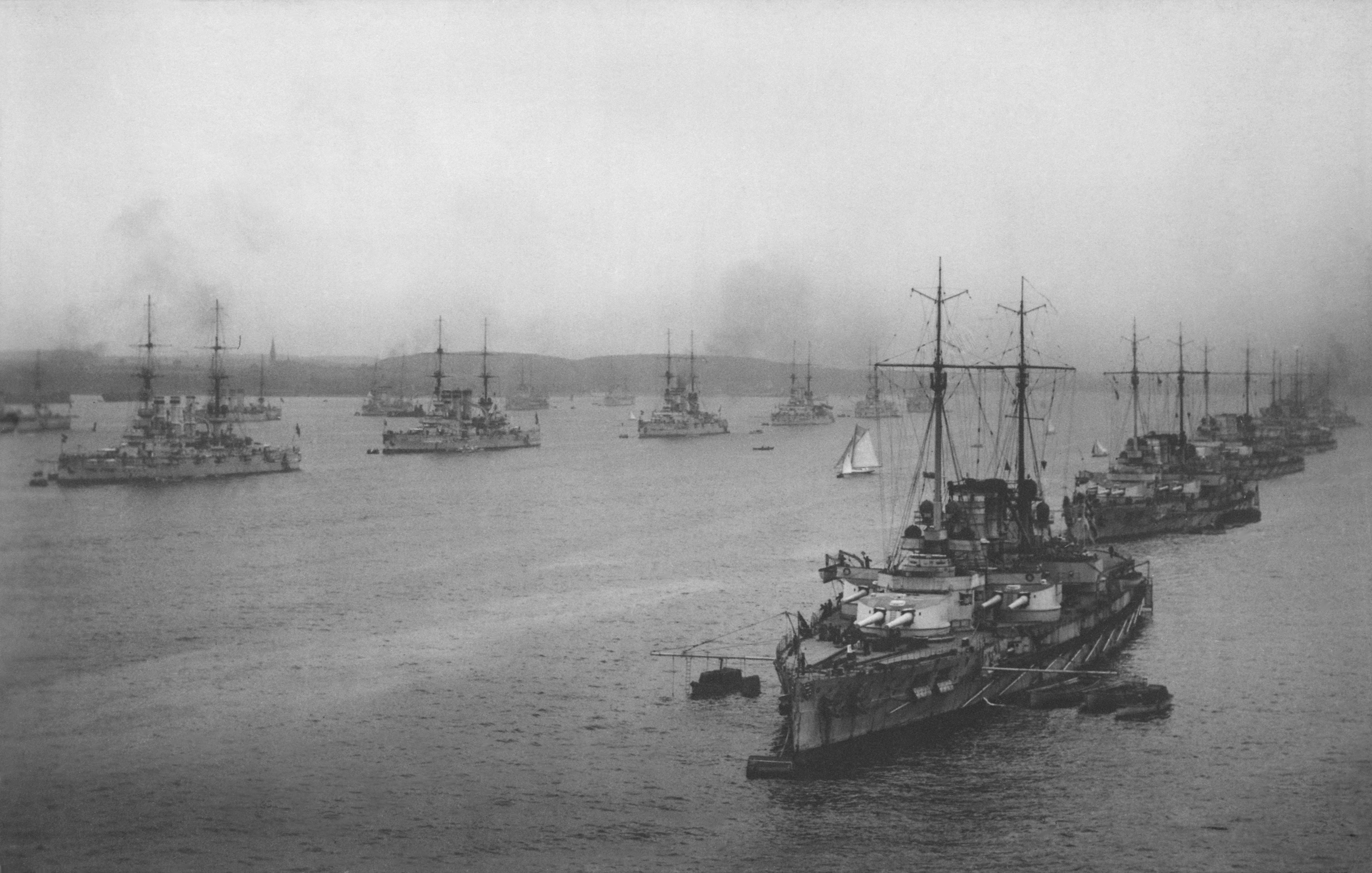
Posen con il I. Geschwader a Kiel prima della guerra

La Posen fu ordinata con il nome provvisorio di Ersatz Baden, in sostituzione della Baden, una delle vecchie corazzate della Classe Sachsen. Impostata il 11 giugno 1907 presso i cantieri navali Germaniawerft di Kiel. Come la per sua pariclasse, la Nassau, la costruzione fu condotta nella totale segretezza; il cantiere era sorvegliato da squadre di soldati, come lo erano i fornitori esterni, quali l'impresa di armamenti Krupp. La nave fu varata un anno e mezzo dopo, il 12 dicembre 1908. Wilhelm August Hans von Waldow-Reitzenstein tenne il discorso di battesimo, e la madrina della Posen fu Johanna von Radolin, la moglie di Hugo Fürst von Radolin, un diplomatico originario della Pomerania. Le prove tecniche furono condotte nell'aprile del 1910, seguite dall'allestimento finale del maggio dello stesso anno. Entrò in servizio il 31 maggio. Le prove in mare furono condotte di seguito e si conclusero il 27 agosto. Il costo totale della nave si attestò a 36 920 000 marchi.
Dopo aver completato le prove in mare nell'agosto del 1910, la Posen lasciò Kiel per il porto di Wilhelmshaven, che raggiunse il 7 settembre. Per la cronica mancanza di marinai della marina imperiale tedesca, gran parte del suo equipaggio fu distribuito su altre navi . L'equipaggio fu ripristinato utilizzando gli uomini della vecchia pre-dreadnought SMS Wittelsbach, che fu radiata il 20 settembre. Dopo l'entrata in servizio, le quattro navi della classe Nassau formarono un'unità omogenea, la II. Division del I. Geschwader, con la Posen ammiraglia di squadra.
La Posen partecipò, prima della guerra, a diverse esercitazioni con la Hochseeflotte. Verso la fine del 1910 la flotta condusse una crociera di addestramento nel Mar Baltico. Nel maggio dell'anno successivo furono effettuate manovre di flotta; seguite, in luglio, dalla crociera annuale in Norvegia. Nel settembre la flotta si esercitò nel Baltico, esercitazione ripetuta alla fine dell'anno. L'anno seguente la flotta seguì lo stesso programma di esercitazioni, a parte la crociera estiva, interrotta per la crisi di Agadir prima di raggiungere la Norvegia. L'esercitazione di settembre fu condotta al largo di Helgoland; mentre alla fine dell'anno si svolse la crociera di addestramento nel Baltico. Il programma delle esercitazioni della flotta ritornò al consueto nell'anno 1913, mentre nel 1914 la crociera estiva per la Norvegia partì il 14 luglio, dopo l'assassinio dell'arciduca Ferdinando a Sarajevo, ma l'aumento della tensione internazionale indusse il Kaiser ad interrompere la crociera e per il 29 luglio la Posen ed il resto della flotta erano in porto a Wilhelmshaven.

### Prima guerra mondiale
Alla mezzanotte del 4 agosto 1914, il Regno Unito dichiarò guerra alla Germania. Dopo una iniziale inattività, la Posen con il resto della flotta condusse diverse incursioni nel Mare del Nord a supporto delle azioni del I. Aufklärungsgruppe del contrammiraglio Franz von Hipper. Gli incrociatori da battaglia di Hipper bombardarono la costa inglese per attirare parti della Grand Fleet per distruggerle con l'aiuto dell'intera Hochseeflotte. Il 15–16 dicembre 1914 fu lanciata la prima di queste operazioni, il bombardamento di Scarborough, Hartlepool e Whitby. La sera del 15 dicembre, la flotta tedesca, forte di 12 navi da battaglia, inclusa la Posen con la sua squadra e otto corazzate pre-dreadnoughts, si avvicinò fino a sole 10 nmi (19 km) da una squadra isolata di sei navi da battaglia britanniche. Gli scontri, nel buio della notte, tra le flottiglie di cacciatorpediniere in ricognizione convinsero il comandante della flotta tedesca, l'ammiraglio Friedrich von Ingenohl, di essere di fronte all'intera Grand Fleet. Avendo ordini diretti da parte del Kaiser Wilhelm II di non rischiare l'integrità della flotta, von Ingenohl si allontanò dalle unità britanniche e fece rientro in porto.

#### Battaglia del Golfo di Riga
Il 31 agosto 1915, molte unità della flotta tedesca furono trasferite nel Mar Baltico per partecipare ad un'incursione nel golfo di Riga. L'obiettivo era distruggere le forze navali russe nel golfo, comprendenti la corazzata pre-dreadnought Slava, e, con il posamine Deutschland, bloccare l'entrata dello stretto di Irben (accesso meridionale al Golfo di Riga) con un campo di mine. Le navi tedesche, guidate da il vice-ammiraglio Hipper, consistevano nella Posen e le altre tre navi da battaglia della classe Nassau, quattro navi da battaglia della classe Helgoland, e i tre incrociatori da battaglia Moltke, Von der Tann, e Seydlitz, oltre ad al naviglio minore di scorta.
Il 16 agosto, la Posen e la Nassau guidarono il secondo tentativo di rompere le difese del golfo, con la Posen che issava la bandiera dell'ammiraglio Schmidt. Le due navi da battaglia erano scortate da 4 incrociatori leggeri e 31 torpediniere. Già nel primo giorno dell'attacco le forze tedesche riuscirono a sfondare le difese russe, ma due unità minori tedesche —il dragamine T46 ed il cacciatorpediniere V99—furono affondate. La Posen e la Nassau attaccarono una coppia di cannoniere russe, la Sivuch (Сивуч,  "leone marino" del 1907) e la Korietz (Кореец, "coreana"). La Sivuch affondò il giorno stesso, mentre la Korietz, gravemente danneggiata,  riuscì a ritirarsi ma dovette autoaffondarsi il giorno seguente. Il 17, la Posen e la Nassau attaccarono, da lunga distanza, la corazzata Slava; misero a segno tre proietti che la costrinsero a ritirarsi in porto. Per il 19 agosto, i campi minati russi erano stati neutralizzati e la flottiglia tedesca fece il suo ingresso nel golfo. Già il giorno seguente, a causa dei rapporti sulla presenza di sommergibili alleati nell'area, le forze tedesche si ritirarono. Successivamente, l'ammiraglio Hipper notò: "mantenere delle navi di valore per un tempo considerevole in un'area dove l'attività dei sommergibili nemici è in costante aumento, con il conseguente rischio di danni e perdita totale delle stesse, era come indugiare in un gioco dove il rischio era sproporzionato rispetto al vantaggio di occupare il golfo prima della conquista di Riga da terra." In effetti, la mattina stessa, l'incrociatore da battaglia Moltke fu silurato. Il 21 agosto, Schmidt ammainò la sua bandiera dalla Posen e le navi tornarono ai propri porti.

#### Ritorno nel Mare del Nord

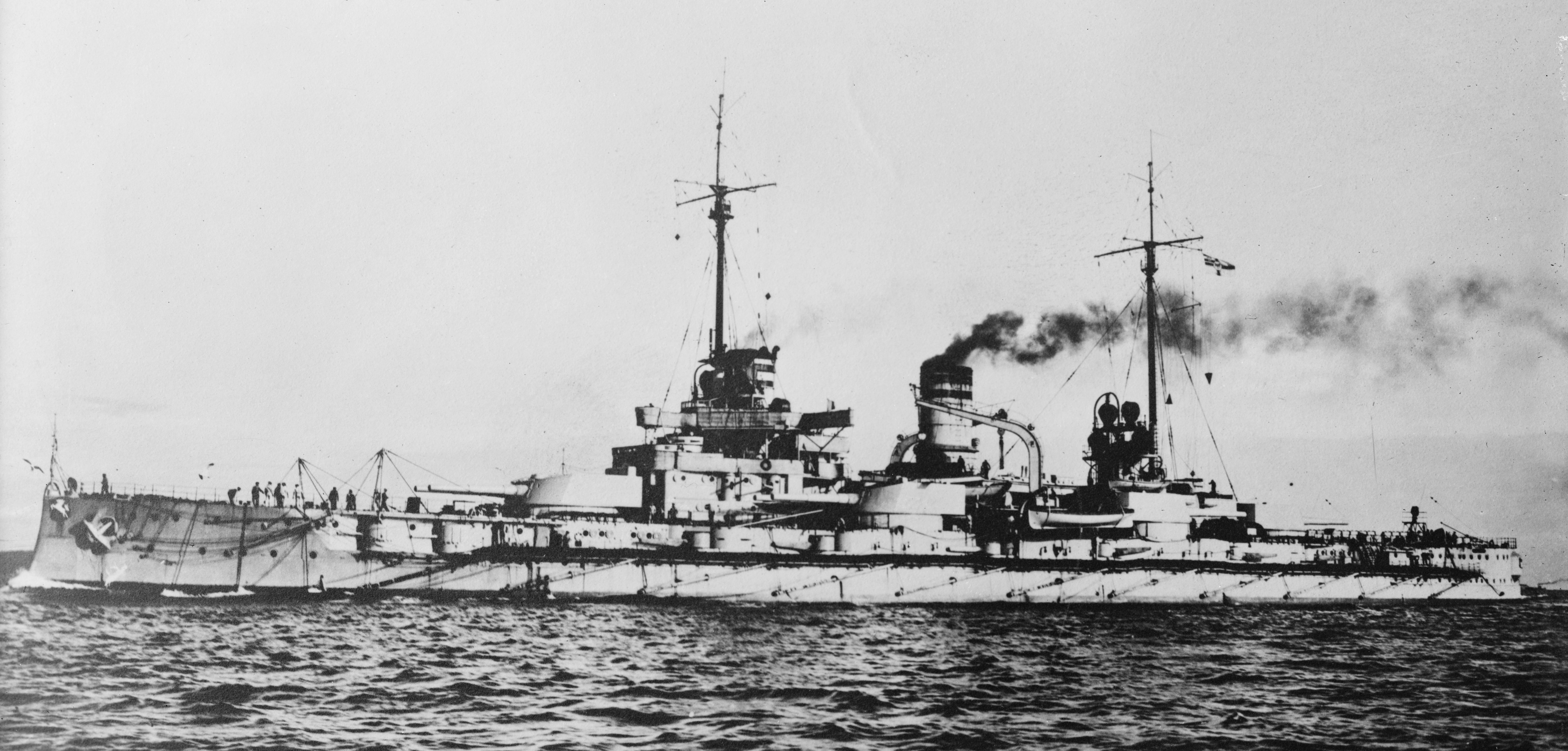
SMS Westfalen

Alla fine di agosto la Posen ed il resto della Hochseeflotte tornarono ai loro ancoraggi nel Mare del Nord. Il 11–12 settembre la flotta compì una sortita al largo senza incontrare opposizione seguita il 23–24 ottobre da un'altra, sempre senza incontrare la flotta britannica. Il 4 marzo 1916, la Posen, la Nassau, la Westfalen, ed la Von der Tann si diressero a nord delle secche dell'Amrumbank per scortare l'incrociatore ausiliario Möwe, che tornava da una missione di guerra di corsa.
Un'altra sortita senza incontri fu programmata e attuata il 21–22 aprile. Due giorni dopo fu deciso di partire per una missione di bombardamento costiero; la Posen si unì alle unità di supporto alla squadra di incrociatori da battaglia dell'ammiraglio Hipper che bombardarono i porti di Yarmouth e Lowestoft il 24–25 aprile. Nel corso dell'operazione l'incrociatore da battaglia Seydlitz fu danneggiato da una mina e dovette rientrare in porto. La scarsa visibilità fece interrompere prematuramente l'operazione non permettendo alla flotta britannica di intercettare quella tedesca.

#### Battaglia dello Jutland

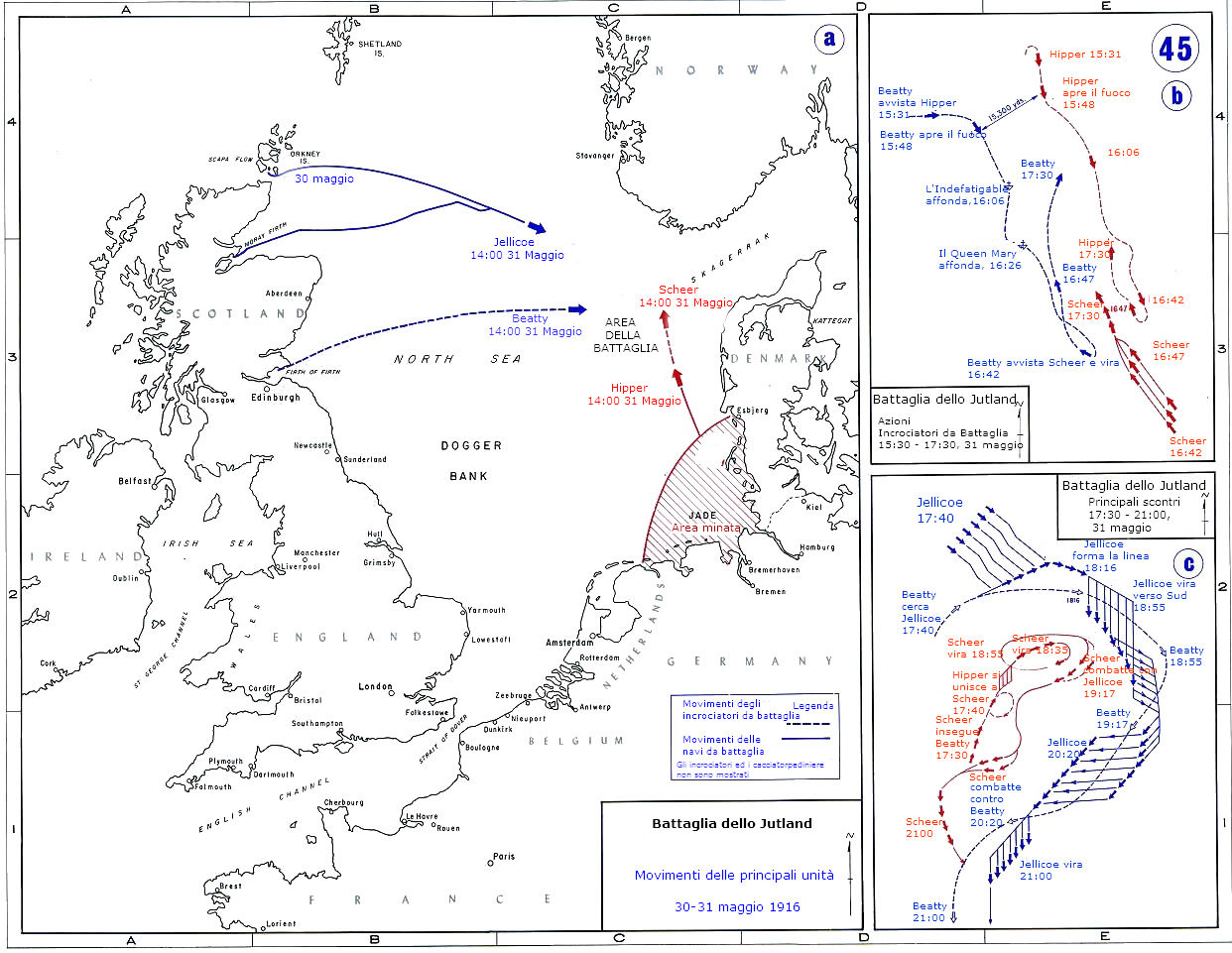
Schema della battaglia dello Jutland

L'ammiraglio Reinhard Scheer, successore al comando della flotta tedesca di von Ingenohl e Hugo von Pohl, programmò subito un'altra missione di bombardamento della costa inglese, ma i danni sulla Seydlitz ed i problemi ai condensatori di molte delle unità del III. Geschwader (le navi della classe Deutschland) fecero rinviare la data fino alla fine di maggio. La flotta tedesca lasciò l'estuario dello Jade alle 03:30 del 31 maggio. La Posen era inquadrata nella II. Division del I. Geschwader (IIª divisione della Iª squadra da battaglia)  e fungeva da ammiraglia di divisione portando la bandiera del contrammiraglio W. Engelhardt. La Posen era la prima nave della sua divisione, seguita, nella linea da battaglia, dalle sue tre pariclasse. La II. Division era l'ultima unità di navi da battaglia moderne, seguite soltanto dalle pre-dreadnought del II. Geschwader.
Tra le 17:48 e le 17:52, la Posen insieme ad altre dieci navi da battaglia tedesche fecero fuoco contro la 2nd Light Cruiser Squadron (2ª squadra incrociatori leggeri) britannica, la distanza e la scarsa visibilità impedirono un tiro efficace. Poco dopo, due cacciatorpediniere britannici—il Nomad ed il Nestor—furono oggetto di un intenso fuoco da parte della linea tedesca. La Posen fece fuoco sul Nestor con entrambe le batterie principali e secondarie. Alle 18:35, Nestor esplose ed affondò sotto il tiro combinato di otto navi da battaglia. Per le 20:15, la flotta tedesca aveva affrontato la Grand Fleet due volte per poi disimpegnarsi; nella manovra l'ordine della linea si era invertito e la Posen era ora la quarta nave della linea dietro le sue tre pariclasse.
Attorno alle 21:20, la Posen con la sua divisione furono attaccate dagli incrociatori da battaglia del 3rd Battlecruiser Squadron. La  Posen fu la sola nave della sua squadra a riuscire a piazzare una salva sulle navi avversarie, la  HMS Princess Royal e l'Indomitable. La Posen aprì il fuoco alle 21:28 ad una distanza di 10 000 m (11 000 yd); piazzò un proietto sulla Princess Royal alle 21:32 e inquadrò l'Indomitable con le sue salve, circondandolo di colpi, prima di cessare il fuoco alle 21:35.
Attorno alle 00:30, l'avanguardia della linea tedesca incrociò le unità leggere da ricognizione britanniche. Ne seguì un violento scambio di colpi. nella confusione, l'incrociatore leggero Elbing attraversò la linea di battaglia tedesca di fronte alla Posen che lo speronò. La Posen rimase illesa ma le sale macchine dell'Elbing si allagarono e la nave si arrestò. Due ore e mezzo dopo, l'Elbing avvistò diversi cacciatorpediniere britannici in avvicinamento, per evitare la cattura il comandante dell'Elbing diede l'ordine di affondare la nave.
Poco prima dell'una la linea tedesca attaccò alcuni cacciatorpediniere britannici. Ia Posen avvistò i caccia Fortune, Porpoise, e Garland a poca distanza; fece fuoco sul primo ad una distanza compresa tra 800 e 1 600 m (870 e 1 750 yd), danneggiando gravemente il Porpoise. Il Fortune affondò rapidamente sotto il fuoco della Posen ed molte altre navi tedesche, riuscendo però a lanciare due siluri costringendo la Posen a manovre evasive. Alle 01:25, la Westfalen illuminò con i suoi proiettori il caccia Ardent e fece fuoco; la Posen si unì al fuoco e centrò diversi colpi a distanze da 1 000 fino a 1 200 m (1 100 fino a 1 300 yd).
Nonostante i violenti scontri notturni, la Hochseeflotte attraversò lo schieramento britannico e raggiunse lo Horns Reef alle 04:00 del primo giugno. Poche ore dopo entrò in Wilhelmshaven, mentre la Posen insieme alle altre navi del I. Geschwader rimasero di guardia agli accessi del porto. Durante la battaglia, lanciò 53 proietti da 28 cm, 64 da 15 cm, e 32 da 8,8 cm. La nave e l'equipaggio non riportarono alcun danno dalla reazione avversaria.

#### Spedizione in Finlandia

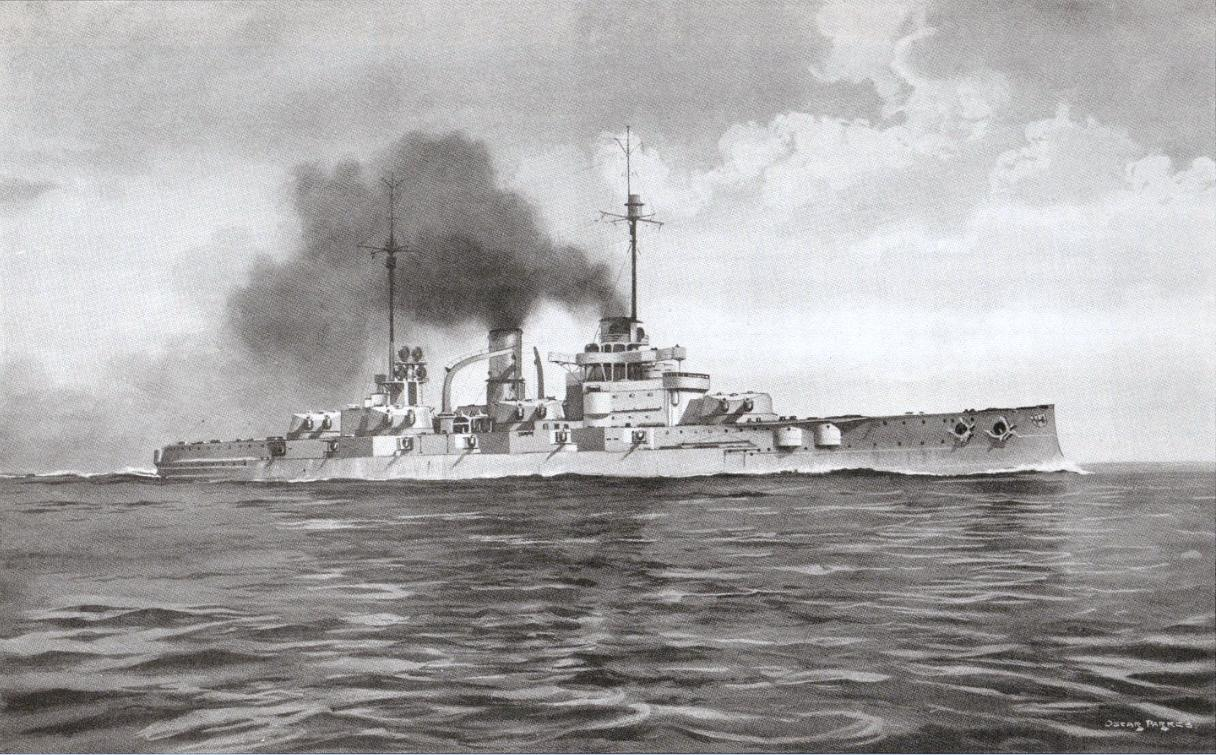
Una illustrazione della Posen

Nel febbraio del 1918 la marina tedesca decise di inviare una spedizione in Finlandia in appoggio delle unità dell'esercito tedesco che stavano per intervenire nella guerra civile finlandese: la Guardia Bianca lottava per mantenere un governo conservatore libero dall'egemonia della nascente Unione Sovietica mentre la Guardia Rossa voleva instaurare una repubblica dei soviet. Il 23 febbraio, due navi della classe Posen, la Westfalen ed la Rheinland, furono assegnate alla Sonderverband Ostsee (unità speciale del Mar Baltico) ed imbarcarono il 14º battaglione Jäger. Il mattino dopo di diressero verso le isole Åland che avrebbero costituito la base avanzata da cui doveva partire l'azione per l'occupazione del porto di Hanko. Da Hanko, la spedizione tedesca avrebbe attaccato la capitale Helsingfors. La task force raggiunse l'isola di Åland il 5 marzo, dove fu intercettata dalle forze navali svedesi, la nave da difesa costiera HMS Sverige, la HMS Thor (1898), e la HMS Oscar II. Ne seguì una trattativa che portò alla concessione allo sbarco delle truppe tedesche sull'isola di Åland il 7 marzo; La Westfalen fece ritorno a Danzica, dove la Posen era all'ancora.
Il 31 marzo la Posen e la Westfalen lasciarono Danzica dirette all'isola di Russarö, che costituiva la difesa esterna della città di Hanko. La raggiunsero il 3 aprile, quando l'esercito tedesco conquistò facilmente il porto. La task force avanzò verso Helsingfors; l'11 aprile forzarono il porto di Helsingfors e sbarcarono i soldati, concludendo le operazioni di sbarco per il 13 aprile. Nel corso delle operazioni, l'equipaggio della Posen ebbe quattro caduti e dodici feriti. Dal 18 fino al 20 aprile, la Posen collaborò agli sforzi per liberare la Rheinland che si era arenata. Due giorni dopo, la Posen urtò un relitto semi affondato nel porto di Helsingfors,  subendo lievi danni. Il 30 aprile fu tolta dalla Sonderverband Ostsee. Tornò in Germania, raggiungendo Kiel il 3 maggio dove fu posta in un bacino di carenaggio. I lavori di riparazione durarono fino al 5 maggio.

#### Ultime missioni nel Mare del Nord
L'11 agosto del 1918, la Posen, la Westfalen, la Kaiser, e la Kaiserin fecero una sortita fuori dal porto di Wilhelmshaven in supporto di una azione di ricognizione da parte di una flottiglia di torpediniere al largo di Terschelling. Il 2 ottobre, la Posen si proiettò fuori dell'estuario dello Jade per dare copertura ai sommergibili della U-Flottille Flandern. La Posen avrebbe dovuto partecipare all'ultima missione della Hochseeflotte, dalla base di Wilhelmshaven, la flotta tedesca, si sarebbe diretta in forze contro le coste inglesi per affrontare la Grand Fleet; Scheer — ora il Großadmiral della flotta — si proponeva di infliggere il massimo dei danni alla flotta britannica, per ottenere migliori condizioni di resa, sacrificando la flotta tedesca. Ma, mentre la flotta si riuniva a Wilhelmshaven, i marinai, stanchi della guerra, iniziarono a disertare in massa. Il 24 ottobre 1918, fu dato l'ordine di salpare da Wilhelmshaven. Dalla notte del 29 ottobre, i marinai di numerose navi si ammutinarono; tre navi della III Squadra si rifiutarono di levare le ancore, ed atti di sabotaggio si verificarono a bordo delle navi da battaglia SMS Thüringen e SMS Helgoland. L'ordine di partenza fu ritirato di fronte alla rivolta. Il primo novembre 1918, iniziò la Rivoluzione tedesca che portò all'Armistizio, la fine delle ostilità. Il 3 novembre la Posen, con le sue pariclasse del I. Geschwader, furono inviate a sorvegliare gli accessi al porto Wilhelmshaven, per poi rientrare il 6 novembre.

### Destino finale
L'11 novembre 1918, l'Armistizio pose fine alle ostilità; secondo gli accordi siglati, undici navi da battaglia e cinque incrociatori da battaglia sarebbero dovute essere internate nella base navale britannica di Scapa Flow per tutta la durata dei negoziati di pace. La Posen non era tra quelle, e quindi fu radiata dal servizio il 16 dicembre. Le navi internate a Scapa Flow si autoaffondarono il 21 giugno 1919 per non essere requisite dagli Alleati, di conseguenza, la Posen e le altre navi da battaglia rimaste in Germania furono sequestrate in cambio di quelle che si erano autoaffondate. Il 5 novembre, la Posen fu radiata dal naviglio tedesco e assegnata alla Gran Bretagna. Il 13 maggio 1920 fu trasferita oltremanica; il 1 novembre 1920, fu messa in secca a Hawkcraig, Fife, in Scozia. L'amministrazione britannica vendette la Posen a una impresa di demolizioni dei Paesi Bassi. Fu demolita a Dordrecht nel 1922.

### Riferimenti
1. 1 2 3 4 5 6 7 8 9  Staff, p. 32.
2. 1 2  Tarrant, p. 286.
3. ↑  Dodson, pp. 72-75.
4. ↑  Gröner, p. ix.
5. 1 2 3 4 5  Gröner, p. 23.
6. ↑  Herwig, pp. 59-60.
7. ↑  Staff, pp. 23, 35.
8. ↑  Grießmer, p. 177.
9. 1 2  Hildebrand, Röhr, & Steinmetz, p. 239.
10. ↑  Gardiner & Gray, p. 140.
11. 1 2  Staff, p. 20.
12. ↑  Hough, p. 26.
13. 1 2  Herwig, p. 90.
14. ↑  Staff, p. 8.
15. ↑  Staff, p. 11.
16. ↑  Herwig, p. 144.
17. ↑  Herwig, pp. 149-150.
18. ↑  Tarrant, p. 31.
19. ↑  Tarrant, pp. 31-33.
20. ↑  Halpern, pp. 196-197.
21. ↑  Halpern, p. 197.
22. ↑  Halpern, pp. 197-198.
23. ↑  Halpern, p. 198.
24. 1 2 3 4 5 6 7  Staff, p. 33.
25. ↑  Tarrant, pp. 52-54.
26. ↑  Tarrant, pp. 56-58.
27. ↑  Tarrant, p. 62.
28. ↑  Campbell, p. 54.
29. ↑  Campbell, p. 101.
30. ↑  Tarrant, p. 172.
31. ↑  Campbell, p. 254.
32. ↑  Campbell, p. 286.
33. ↑  Campbell, p. 295.
34. ↑  Campbell, p. 289.
35. ↑  Campbell, p. 290.
36. ↑  Tarrant, pp. 246-247.
37. ↑  Tarrant, p. 263.
38. ↑  Tarrant, p. 292.
39. ↑  Ganz, pp. 85-86.
40. 1 2  Staff, p. 27.
41. 1 2  Tarrant, pp. 280-281.
42. ↑  Gardiner & Gray, p. 139.
43. ↑   Casualty reports, in The Times, n. 42557, 2 novembre 1920,  p. 18.
44. ↑  Gröner, p. 24.